# Psalmodicon
Pour les articles homonymes, voir Giga (homonymie).
Le psalmodicon (également psalmodikon ou salmodikon, psalm provenant de psaume, psalmodier) est un instrument de musique à une corde frottée de Scandinavie, développé pour simplifier la musique dans les églises et les écoles, et fournissant une alternative au fiddle pour la musique sacrée.
La caisse de résonance est constituée d'un parallélépipède légèrement en forme de losange.

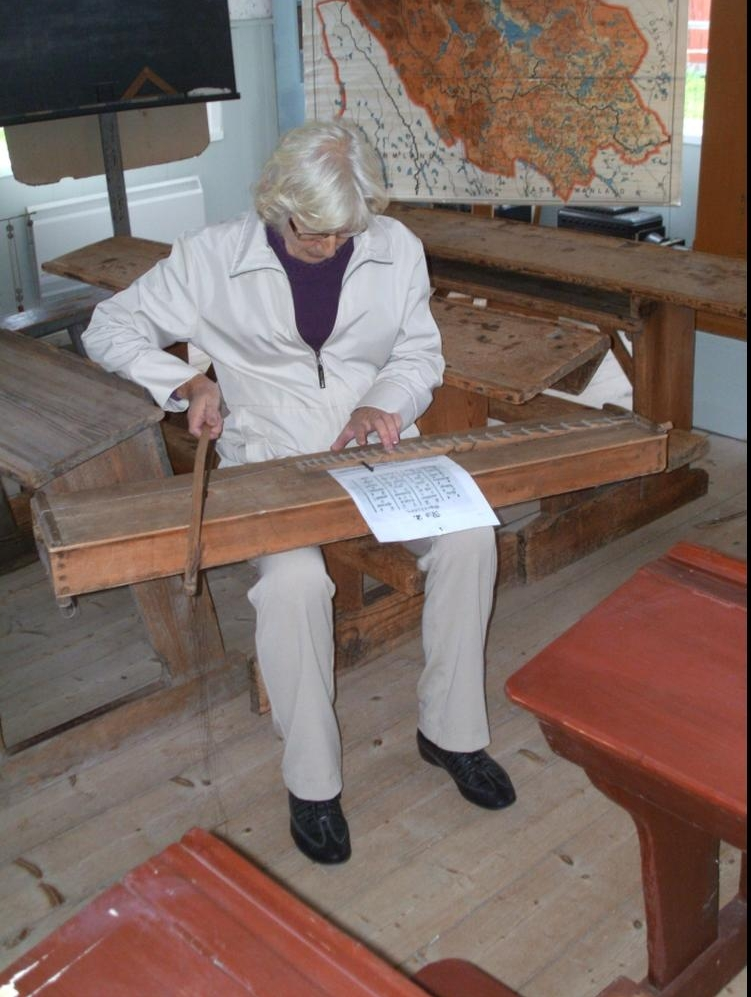
Joueur de psalmodicon en Suède

## Facture
L'instrument est constitué d'une longue boîte en forme de parallélépipède, sur lequel une manche chromatique comportant environ 25 demi-tons via des frettes. Il a une à trois cordes de métal ou de boyau (ou de nos jours, nylon). Certaines anciennes variantes comportaient des cordes sympathiques en métal qui n'étaient pas touchées, mais vibraient en raison des ondes sonores vibrant autour d'elles. La mesure d'un instrument suédois de 1869 est de 878 millimètres, ce qui correspond à peu près à un violoncelle. La version originale comporte une planche de frettes en dents de scie, comportant trois cordes de métal, parmi lesquelles deux sont présentes pour en faciliter l'apprentissage.
Certains modèles évolués peuvent comporter des cordes ayant la fonction de bourdon de chaque côté de la planche de frettes, pouvant aller jusqu'à 12 cordes.

## Export et dérivés
Cet instrument fut emporté par les migrants, en Finlande, en Estonie et en Amérique du Nord.
Le ģīga ou divstīdzis letton est dérivé de cet instrument par la paysannerie, pour le chant liturgique, il peut comporter une ou deux cordes.